# Hendrik Hieltje Hans Haverkamp

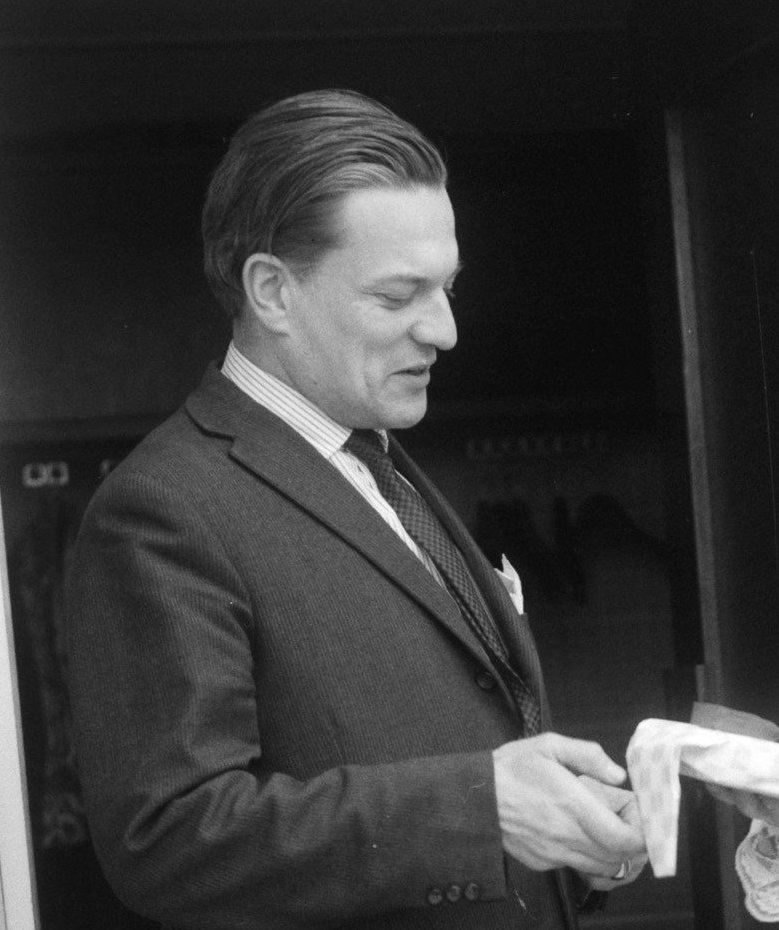
Burgemeester H.H.H. Haverkamp (1966)

Hendrik Hieltje Hans Haverkamp (Doetinchem, 28 april 1927 – Arnhem, 19 juni 2011) was een Nederlands politicus van de CHU. 
Hij werd geboren als zoon van  Johan Hendrik Wilhelm Haverkamp (1900-1953), ambtenaar bij de gemeente Doetinchem en later burgemeester van Dinxperlo, en domineesdochter Louisa Petronella Ynzonides (*1901). Hij is afgestudeerd in de rechten en was plaatsvervangend chef van het kabinet van de commissaris van de Koningin in Overijssel voor hij in april 1963 benoemd werd tot burgemeester van Staphorst. In januari 1968 volgde zijn benoeming tot burgemeester van Aalten en al tweeënhalve jaar later, in augustus 1970, stapte hij op als burgemeester om de tweede secretaris van de Rijnmondraad te worden. Haverkamp overleed in 2011 op 84-jarige leeftijd.